# Blumentopfschlange
Die Blumentopfschlange (Indotyphlops braminus, Syn.: Ramphotyphlops braminus), auch Brahmanen-Wurmschlange, ist eine ungiftige Schlangenart aus der Familie der Blindschlangen (Typhlopidae).

## Merkmale
Die Blumentopfschlange ist eine sehr kleine Schlange mit einer durchschnittlichen Körperlänge von 6 bis 16 und einer Maximallänge von 23 Zentimetern. Der Kopf weist eine gerundete Schnauze und verkümmerte, aber sichtbare Augen auf und ist nicht vom Hals abgesetzt. Die Kopfschuppen sind klein und den Körperschuppen ähnlich. Der Körper ist schlank und glänzend silbriggrau, bräunlich oder glänzend purpur-schwarz mit grauem, cremefarbenem oder bräunlichem Bauch. Die Schwanzspitze trägt einen kleinen Sporn.

## Lebensweise
Blumentopfschlangen leben grabend in Laubstreu oder Erde zwischen Pflanzenwurzeln und ernähren sich von Insekten, deren Eiern und Larven. Als einzige bekannte Schlangenart vermehren sie sich rein parthenogenetisch. Es existieren also ausschließlich Weibchen, die bei günstigen Bedingungen ein bis acht Eier legen, aus denen geklonte Jungtiere hervorgehen. Der Chromosomensatz ist im Gegensatz zu den meisten anderen Wirbeltieren nicht diploid, sondern triploid, von jedem der 14 Chromosomen liegen also drei Exemplare vor.

## Verbreitung
Das ursprüngliche Verbreitungsgebiet der Blumentopfschlange liegt in Südostasien und Indien. Die Art ist aber, wahrscheinlich mit an Pflanzen anhaftender Erde, vom Menschen sehr weit verschleppt worden. Aufgrund der parthenogenetischen Fortpflanzung reicht ein verschlepptes Tier dabei aus, um eine neue Population zu gründen. Blumentopfschlangen finden sich heute auf allen Kontinenten außer in der Antarktis. Populationen sind aus Taiwan, Indonesien, Papua-Neuguinea, Nordaustralien, Hawaii, Nord- und Mittelamerika, Afrika, Madagaskar und auf verschiedenen Inseln des Indischen und Pazifischen Ozean bekannt. Es werden Gebiete auf Höhen von 0 bis 1500 Metern besiedelt.